# フランス・スナイデルス
フランス・スナイデルス（Frans Snyders または Snijders、1579年11月11日 - 1657年8月19日）は、フランドルの動物画家および静物画家である。

## 生涯
スナイデルスはアントウェルペンで生まれ、同地で没した。1593年にピーテル・ブリューゲル（子）の弟子であったことが記録されている。次いで、アンソニー・ヴァン・ダイクの最初の師であるヘンドリック・ファン・バーレンから教授を受けた。スナイデルスはヴァン・ダイクの友人であり、ヴァン・ダイクはスナイデルスを幾度か描いている（フリック・コレクション、カッセル州立美術館等）。
スナイデルスは1602年に、アントウェルペンの画家の組合に所属する親方となった。1608年から1609年にかけてイタリアへ赴き、ローマも訪れた。ミラノではフェデリーコ・ボッロメオ枢機卿 (Federico Borromeo) のために働いた。1611年にはコルネリス・デ・フォスや動物画家のパウル・デ・フォスの姉妹であるマルガレータとアントウェルペンで結婚している。ヤン・フェイトは彼の弟子で、1629年からは助手となった。

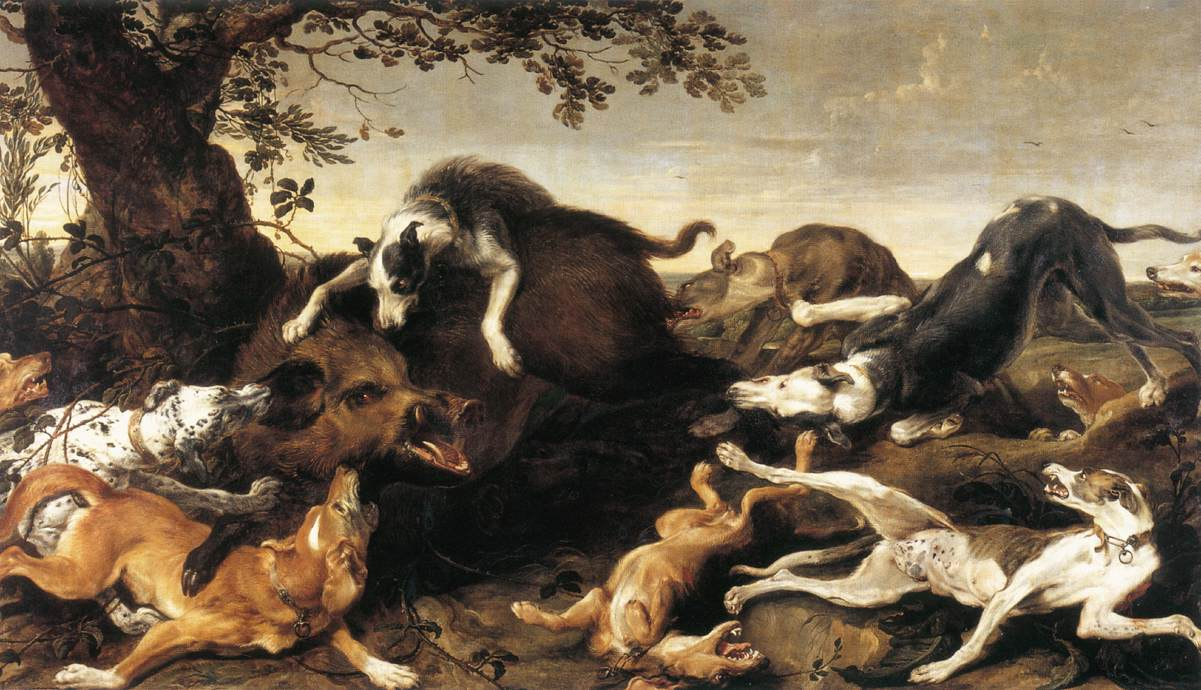
『野猪狩り』（アントウェルペン、ロコックスハウス）
カンバスに油彩、194 x 340 cm

スナイデルスは最初は花、果物などの静物を描いていたが、後に動物を描くようになり、狩の獲物や野生の動物を描いた作品を卓越した技術と情熱で創作した。彼は最初期の専門の動物画家といえる。構成は豊かでバラエティに富み、デッサンは正確で勢いがある。タッチは大胆で動物の皮膚や毛皮の異なった質感を非常に良く表現している。スナイデルスのこの分野に於ける卓越性は、ルーベンスを感嘆させた。ルーベンスは自身の作品の動物や果物、静物の描写をしばしばスナイデルスに依頼している。彼はこのような形で、ヤーコブ・ヨルダーンスや他の画家の作品製作にも協力している。 
スナイデルスのサインのあるライオン狩りや猪狩りの作品には、時折ルーベンスの手が入っている。彼はルーベンスの遺言執行人の一人だった。   
スナイデルスは南ネーデルラント総督のオーストリア大公アルブレヒトの首席画家になり、大公のために主要な作品の幾つかを製作した。そのうちの一つ『鹿狩り』はスペイン王フェリペ3世に贈られた。フェリペ3世や後継者のフェリペ4世がスナイデルスに狩猟の獲物の作品を依頼したので、それらの作品は今もスペインに所蔵されている。彼はまた、総督レオポルト・ヴィルヘルム大公のためにも作品を制作している。

## 作品

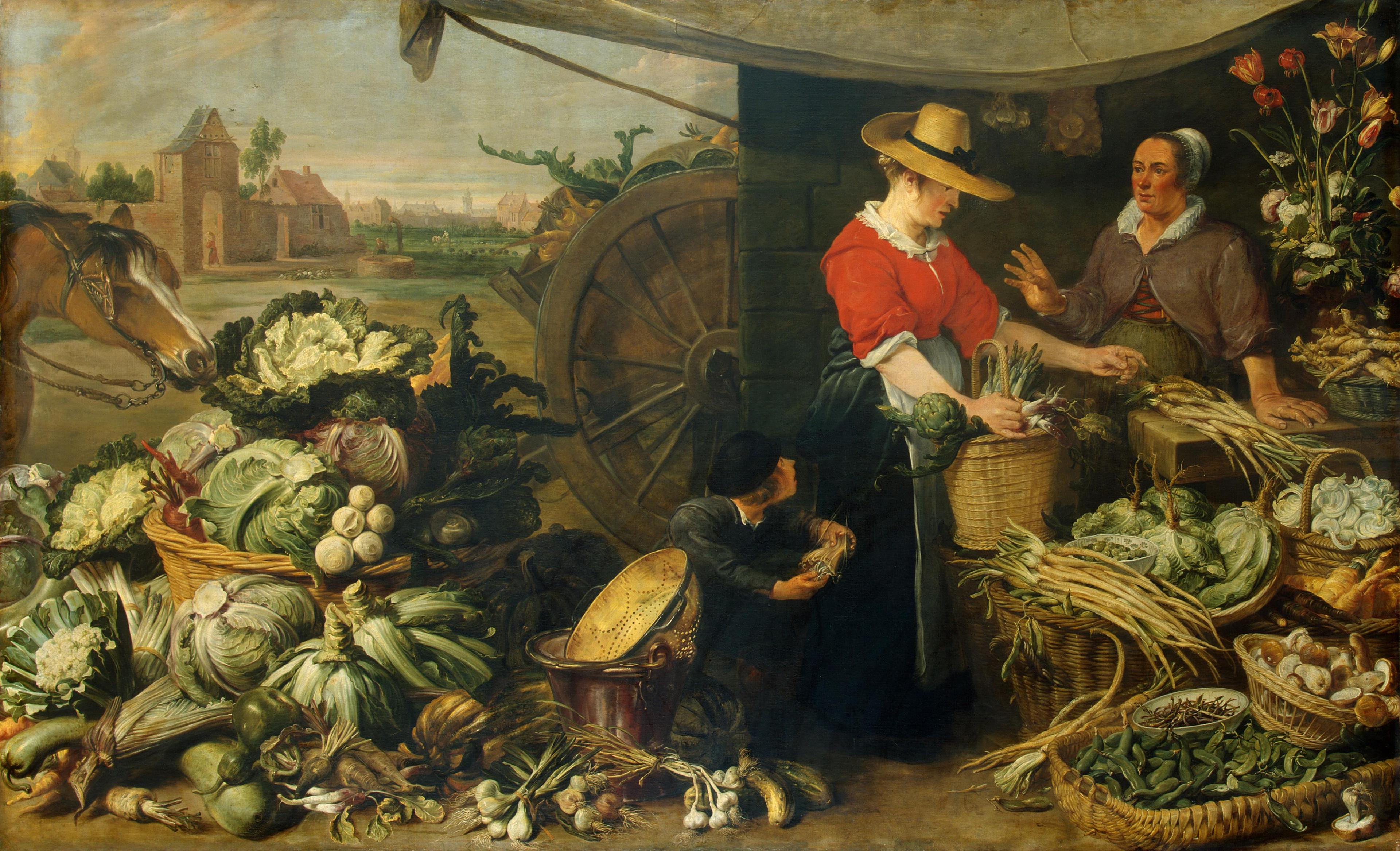
八百屋の店先、1618-1621年, エルミタージュ美術館蔵
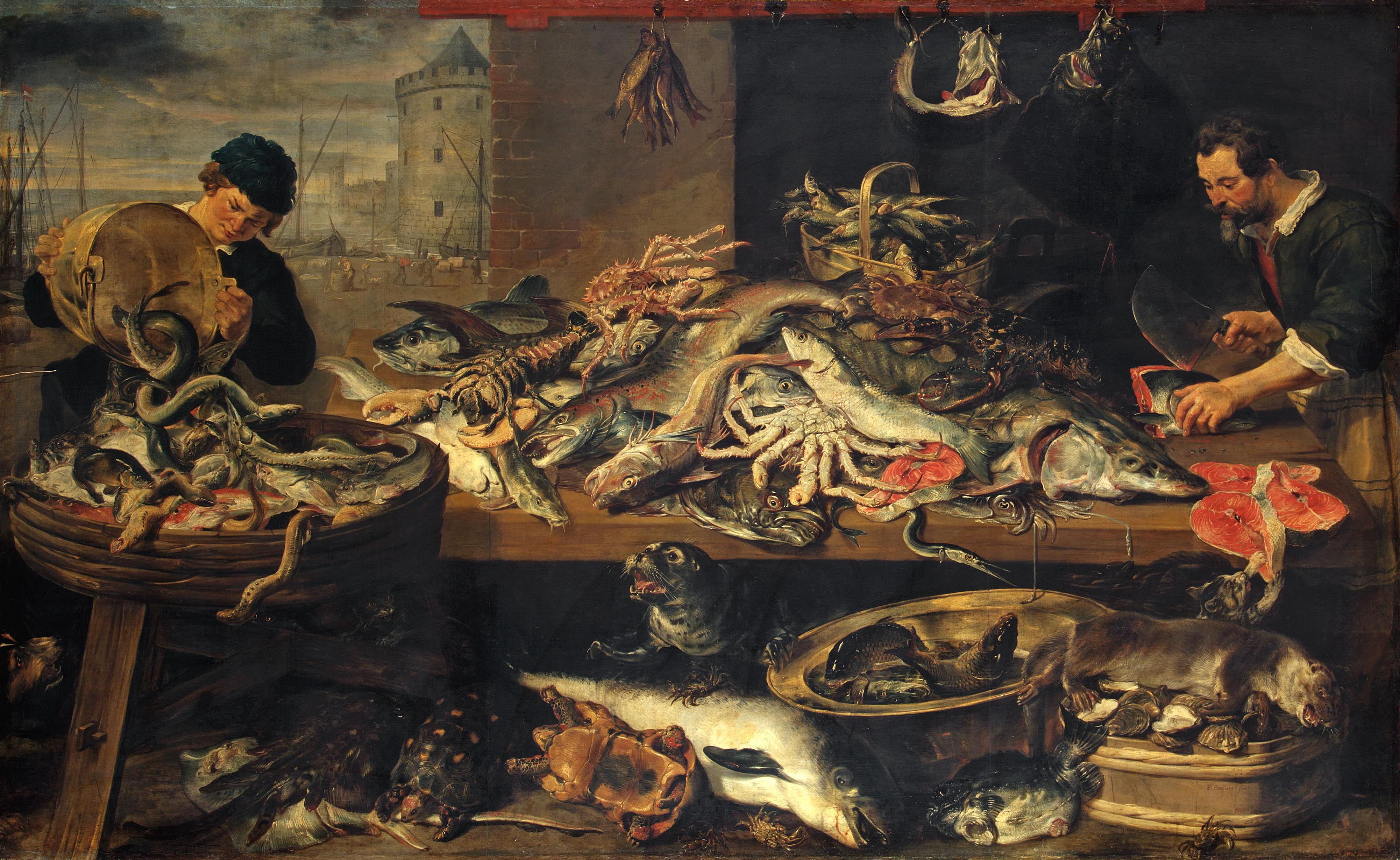
魚屋の店先、1618-1621年、エルミタージュ美術館蔵
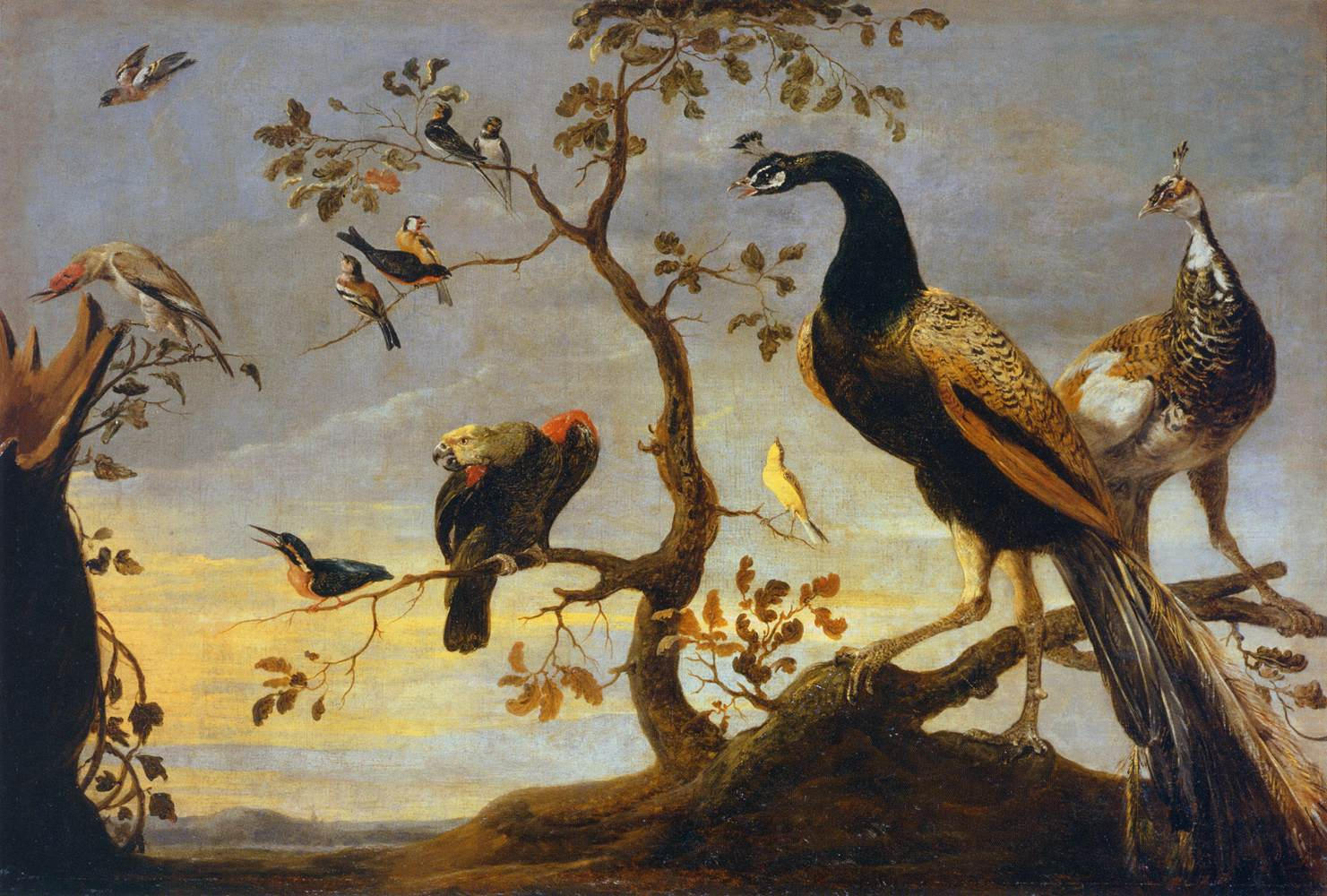
鳥, 1630年代, Louvre
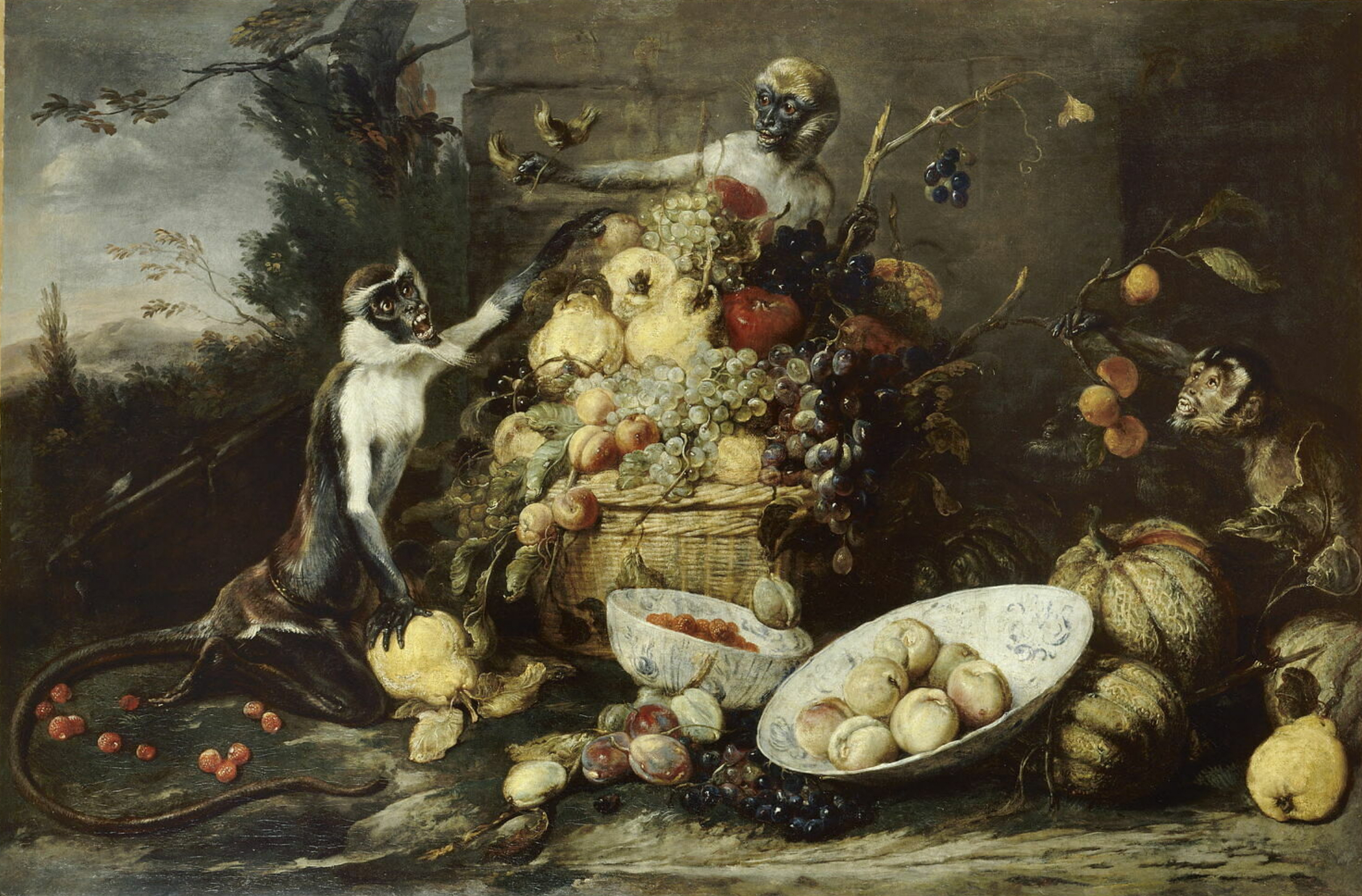
果物を盗む3匹の猿、 1640年代、ルーヴル美術館蔵
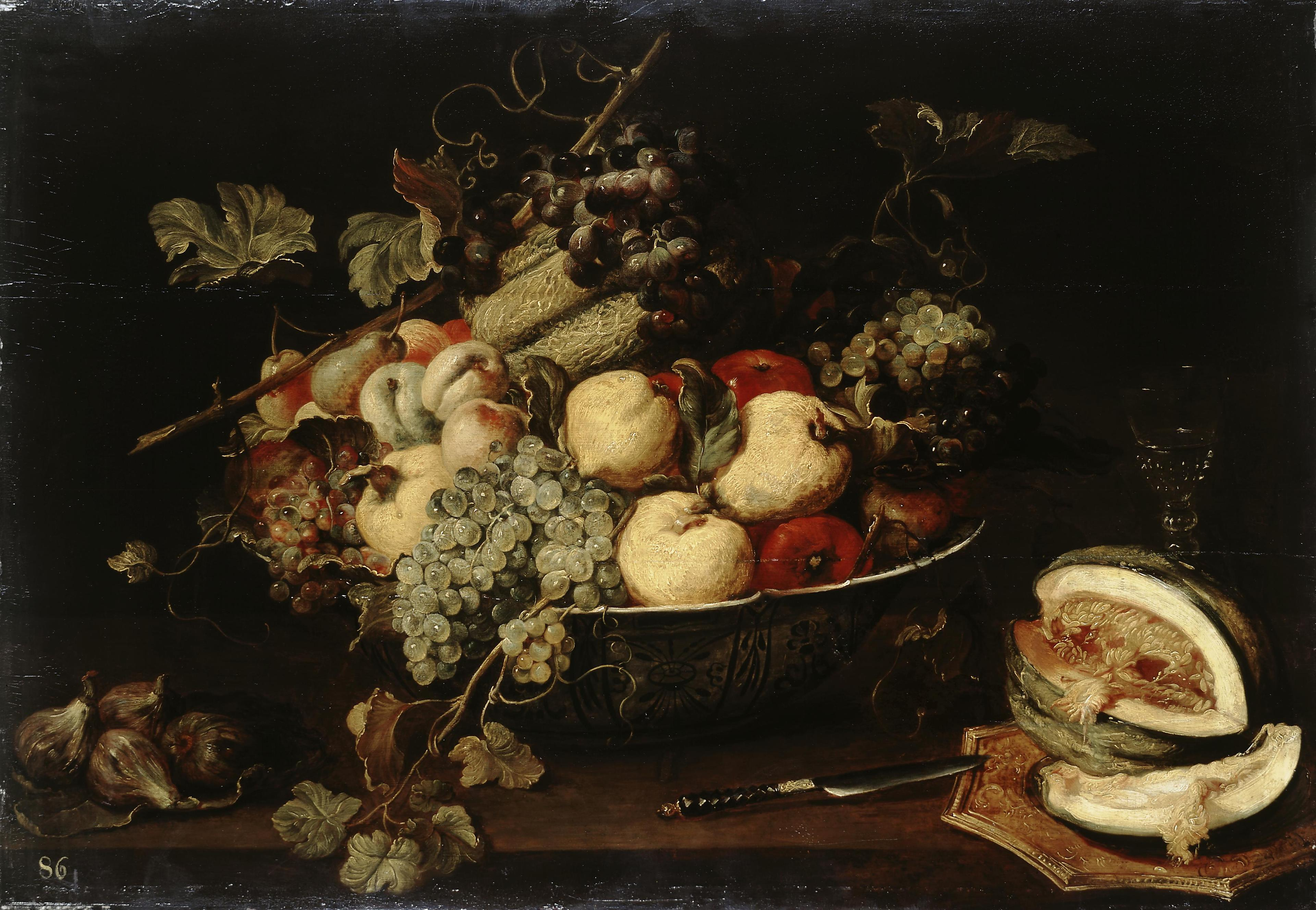
テーブルの上の果物、1650年頃、エルミタージュ美術館蔵
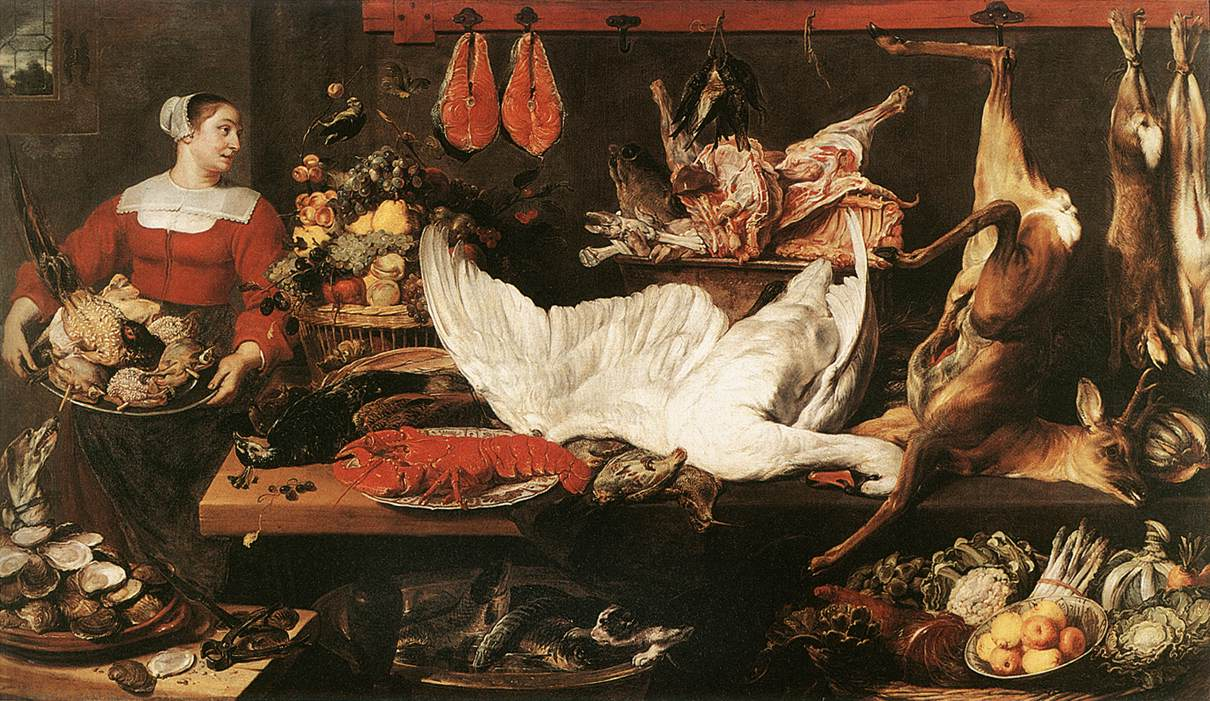
肉屋, Bruxelles
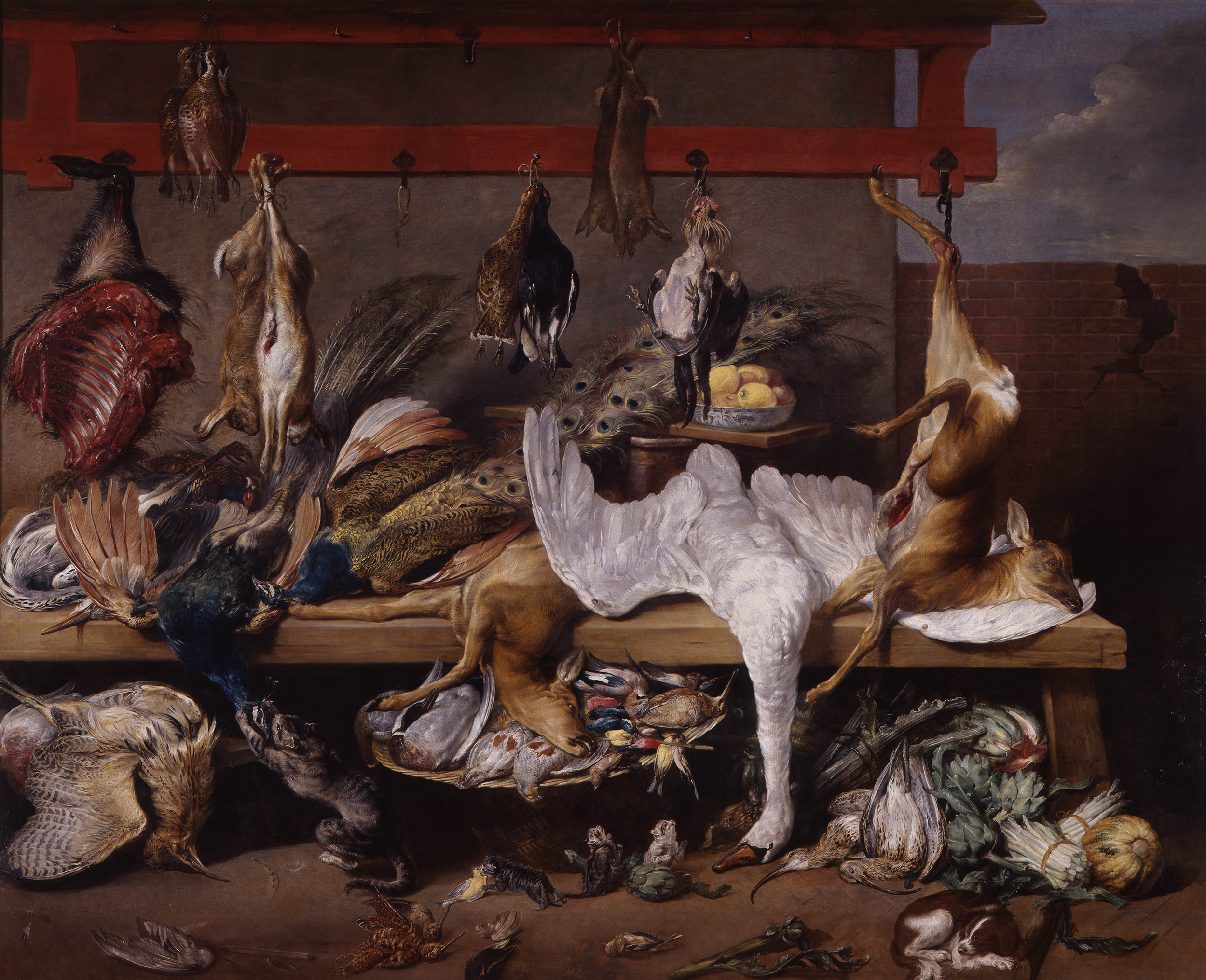
ジビエ肉のテーブル、Lyon
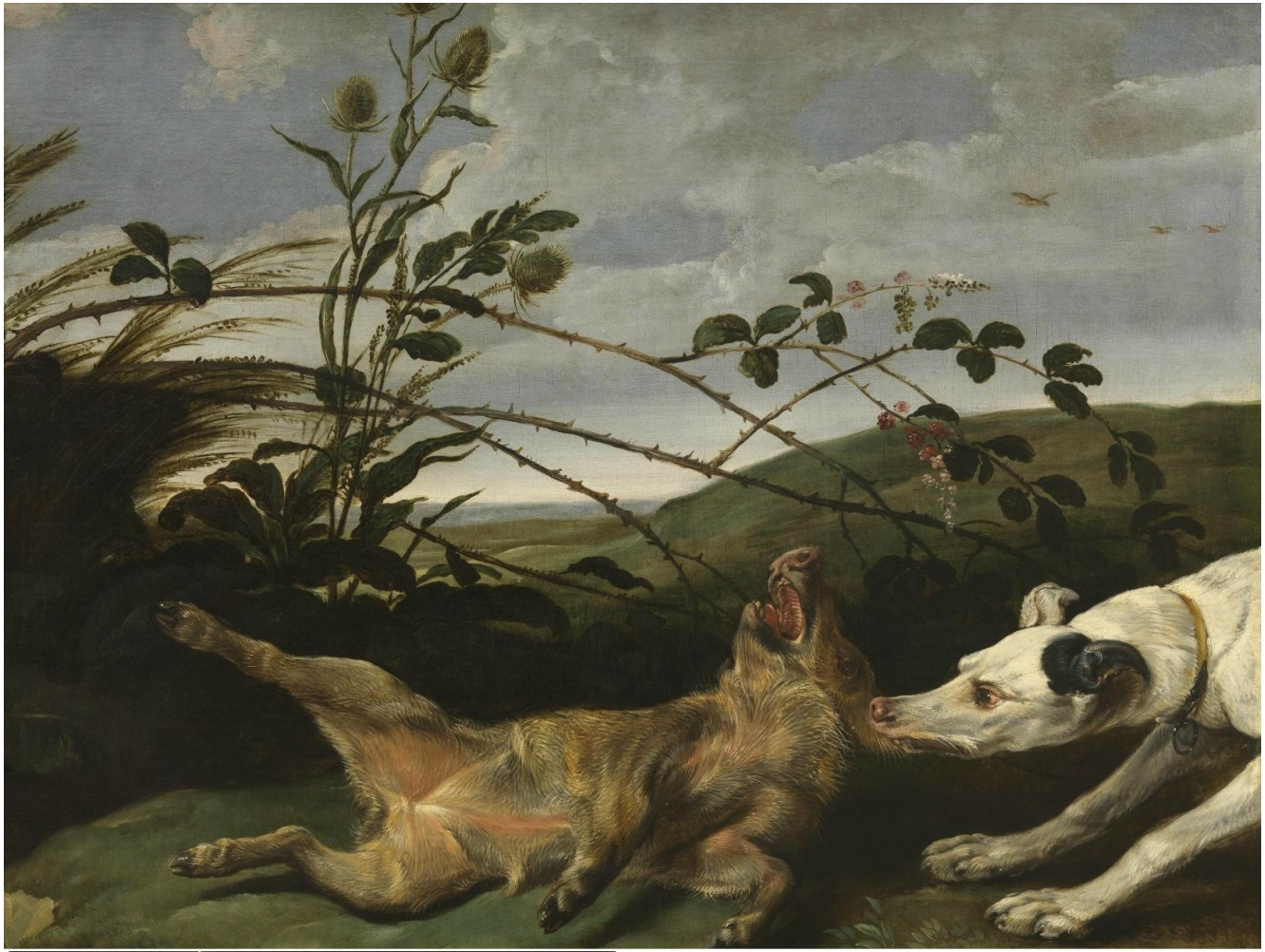
子猪を捕まえた犬、Gand
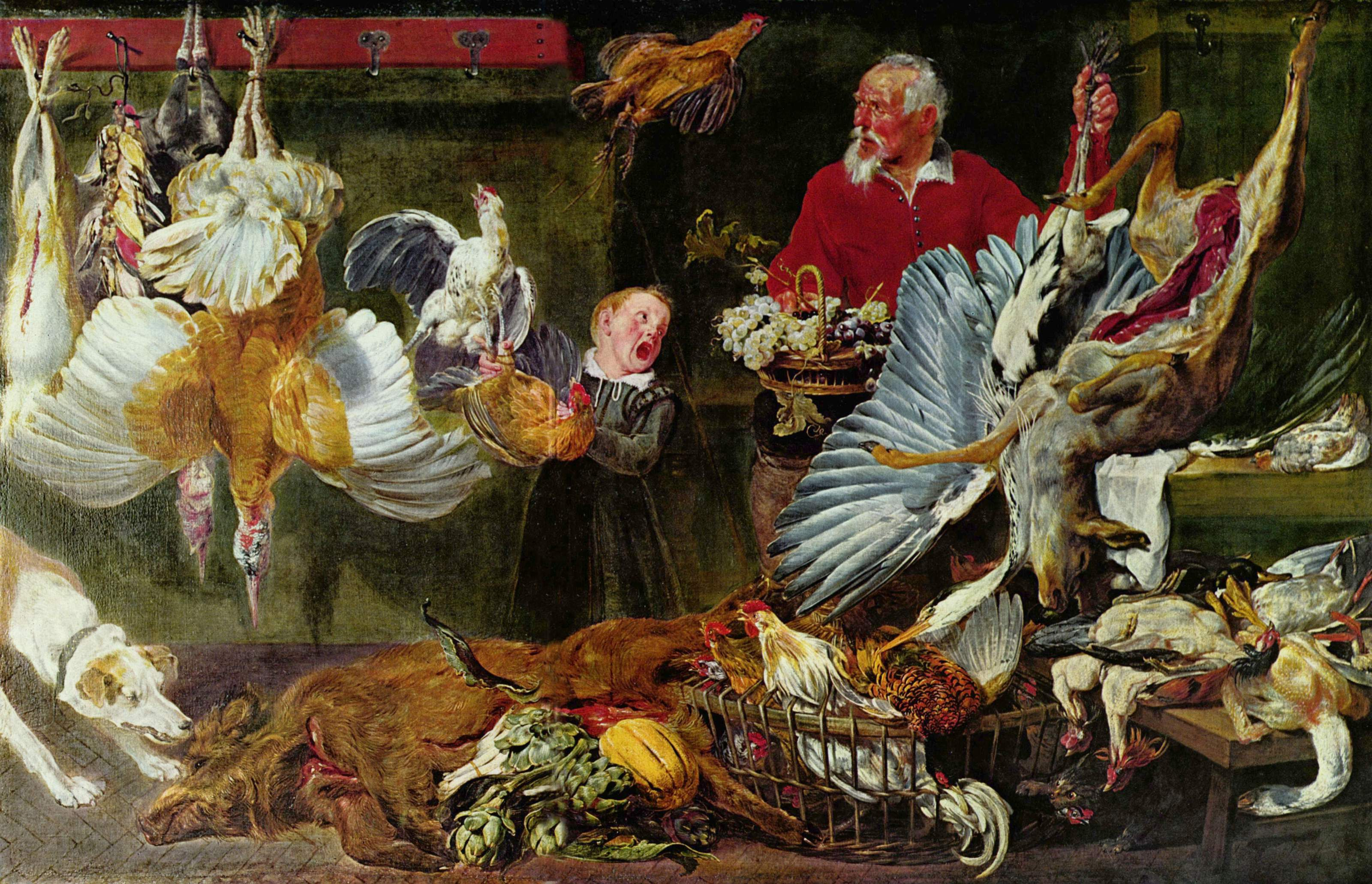
ジビエの肉屋、Oslo